# Boris Becker
Boris Franz Becker, nemški tenisač, * 22. november 1967, Leimen, Nemčija.
Becker je nekdanja številka 1 svetovnega tenisa, šestkratni zmagovalec posamičnih turnirjev za Grand Slam in olimpijski prvak v dvojicah na Poletnih olimpijskih igrah 1992. Trikrat je osvojil Odprto prvenstvo Anglije, dvakrat Odprto prvenstvo Avstralije in enkrat Odprto prvenstvo ZDA. Izmed turnirjev za Grand Slam mu tako ni uspelo osvojiti le Odprtega prvenstva Francije, kjer se je trikrat uvrstil v polfinale. Prvo zmago na Odprtem prvenstvu Anglije je dosegel pri sedemnajstih letih, s čimer je najmlajši zmagovalec vse časov. S sedmimi uvrstitvami v finale istega turnirja je sorekorder z Rogerjem Federerjem in Petom Samprasom. Znana teniška revija Tennis Magazine ga je uvrstila na osemnajsto mesto štiridesetih najboljših tenisačev med letoma 1965 in 2005.
Oktobra 2002 ga je Münchensko okrožno sodišče obsodilo za dvoletno pogojno zaporno kazen zaradi utaje davkov. Leta 2017 je sodišče v Londonu razglasilo njegov osebni stečaj, aprila 2022 pa je bil obsojen za dve in pol letno zaporno kazen zaradi skrivanja osebnega premoženja. Decembra 2022 je bil po sedmih mesecih zaporne kazni izpuščen zaradi prezasedenosti zaporov v Veliki Britaniji in izgnan iz države.

## Finali Grand Slamov (10)

### Zmage (6)
| Leto | Turnir                          | Nasprotnik v finalu | Rezultat finala          |
| 1985 | Odprto prvenstvo Anglije        | Kevin Curren        | 6–3, 6–7(4), 7–6(3), 6–4 |
| 1986 | Odprto prvenstvo Anglije (2)    | Ivan Lendl          | 6–4, 6–3, 7–5            |
| 1989 | Odprto prvenstvo Anglije (3)    | Stefan Edberg       | 6–0, 7–6(1), 6–4         |
| 1989 | Odprto prvenstvo ZDA            | Ivan Lendl          | 7–6(2), 1–6, 6–3, 7–6(4) |
| 1991 | Odprto prvenstvo Avstralije     | Ivan Lendl          | 1–6, 6–4, 6–4, 6–4       |
| 1996 | Odprto prvenstvo Avstralije (2) | Michael Chang       | 6–2, 6–4, 2–6, 6–2       |

### Porazi (4)
| Leto | Turnir                       | Nasprotnik v finalu | Rezultat finala         |
| 1988 | Odprto prvenstvo Anglije     | Stefan Edberg       | 6–4, 6–7(2), 4–6, 2–6   |
| 1990 | Odprto prvenstvo Anglije (2) | Stefan Edberg       | 2–6, 2–6, 6–3, 6–3, 4–6 |
| 1991 | Odprto prvenstvo Anglije (3) | Michael Stich       | 4–6, 6–7(4), 4–6        |
| 1995 | Odprto prvenstvo Anglije (4) | Pete Sampras        | 7–6(5), 2–6, 4–6, 2–6   |